# 低碳办公
低碳办公，是在办公期间、公务期间、会议活动等期间，尽量做到低碳，减少诸如纸张、电量、空调、二氧化碳（主要体现在汽车尾气的排放）的使用。
现在的公司上班族，每天都会收到大量的各种银行的账单，这些账单使用了大量的纸张，而且这些账单都是没有起到什么效果的，完全可以给银行联系，取消纸质账单的发送，用电子账单取代，既省事又方便。很多公司的空调温度调的夏天太低，冬天太高，其实都是没必要的，完全可以多穿点衣服，而把温度下降或上升1或2度，节约电量，还对身体有好处，增强了自身的免疫力。
很多公司需要出差完成项目，其实很多时候主要一通电话或是传真或是通过网络视频会议就能解决，并不需要大费周折的浪费时间和精力在旅途中。而近来一些热门的视频会议产品也给上班一族带来了很多实惠，既减少了出行，减少了城市二氧化碳的派放，也提高了工作效率。
上班的时候，距离公司近的可以步行或骑单车，远的可以坐公交，减少私家车的出行，减少二氧化碳的排放的同时还缓解城市的交通压力。

## 外部連結
- 世界自然基金會香港分會 低碳辦公室計劃